# Alois Mizandary
Alois Iosebis dze Mizandary (Gori, 13 de setembre de 1838 - Tbilisi, 14 de juny de 1912) va ser un pianista, compositor i pedagog virtuós georgià. Va ser un dels cofundadors d'una destacada escola de música a Tbilisi, que dècades més tard es convertiria en el Conservatori Estatal de Tbilisi.

## Biografia
Alois Mizandary va néixer a Gori, Geòrgia, llavors part de l'Imperi Rus.
Entre 1855 i 1863, va estudiar a la Facultat de Llengües Orientals de la Universitat de Sant Petersburg. Va actuar amb l'orquestra simfònica de la universitat. Durant la seva estada allà, va conèixer a Mili Balàkirev i Anton Rubinstein, que van influir en l'obra posterior de Mizandary.
Mizandary va actuar per tot Europa i va rebre elogis per les seves actuacions en concerts de diversos diaris de l'època. El 1874, Mizandary va cofundar una escola de música a Tbilisi, que es convertiria en el Conservatori Estatal de Tbilisi el 1917.
Les obres per a piano de Mindary són un dels primers exemplars georgians d'aquest tipus. Es presumeix que s'han perdut moltes obres, incloses misses de quatre parts compostes per a l'Església Catòlica de Tbilisi.
Mizandary va morir el 1912 i està enterrat al Panteó de Didube.